# Episodi di Holby City (nona stagione)
La nona stagione della serie televisiva Holby City è stata trasmessa in anteprima nel Regno Unito da BBC One tra il 24 ottobre 2006 e il 9 ottobre 2007.
| nº | Titolo originale                   | Titolo italiano | Prima TV UK       | Prima TV Italia |
| -- | ---------------------------------- | --------------- | ----------------- | --------------- |
| 1  | Before a Fall                      |                 | 24 ottobre 2006   |                 |
| 2  | Shot in the Dark                   |                 | 31 ottobre 2006   |                 |
| 3  | Fly Me to the Moon                 |                 | 2 novembre 2006   |                 |
| 4  | Sins of the Father                 |                 | 7 novembre 2006   |                 |
| 5  | One for My Baby                    |                 | 14 novembre 2006  |                 |
| 6  | The Unforgiven                     |                 | 21 novembre 2006  |                 |
| 7  | It's Been a Long Day               |                 | 28 novembre 2006  |                 |
| 8  | The Bitterest Pill                 |                 | 5 dicembre 2006   |                 |
| 9  | Crossing the Line                  |                 | 14 dicembre 2006  |                 |
| 10 | The Good Fight                     |                 | 19 dicembre 2006  |                 |
| 11 | The Very Thought of You            |                 | 28 dicembre 2006  |                 |
| 12 | I Know Thee Not                    |                 | 2 gennaio 2007    |                 |
| 13 | The Games People Play              |                 | 4 gennaio 2007    |                 |
| 14 | The End of the World as We Know It |                 | 9 gennaio 2007    |                 |
| 15 | Face Value                         |                 | 16 gennaio 2007   |                 |
| 16 | Feast or Famine                    |                 | 23 gennaio 2007   |                 |
| 17 | Into the Dark                      |                 | 30 gennaio 2007   |                 |
| 18 | Blood Ties                         |                 | 6 febbraio 2007   |                 |
| 19 | I Feel Pretty                      |                 | 13 febbraio 2007  |                 |
| 20 | Can't Buy Me Love                  |                 | 20 febbraio 2007  |                 |
| 21 | The Borders of Sleep               |                 | 6 marzo 2007      |                 |
| 22 | Stargazer                          |                 | 20 marzo 2007     |                 |
| 23 | What Lies Beneath                  |                 | 27 marzo 2007     |                 |
| 24 | Bedlam                             |                 | 28 marzo 2007     |                 |
| 25 | Is There Something I Should Know?  |                 | 3 aprile 2007     |                 |
| 26 | Paranoid Android                   |                 | 10 aprile 2007    |                 |
| 27 | For Whom the Bell Tolls            |                 | 17 aprile 2007    |                 |
| 28 | Leap of Faith                      |                 | 24 aprile 2007    |                 |
| 29 | Deep Dark Truthful Mirror          |                 | 1º maggio 2007    |                 |
| 30 | After the Fall                     |                 | 10 maggio 2007    |                 |
| 31 | Trust                              |                 | 17 maggio 2007    |                 |
| 32 | The Human Jungle                   |                 | 24 maggio 2007    |                 |
| 33 | An Affair to Forget                |                 | 31 maggio 2007    |                 |
| 34 | Another Country                    |                 | 7 giugno 2007     |                 |
| 35 | Close Relations                    |                 | 14 giugno 2007    |                 |
| 36 | Something's Gotta Give             |                 | 21 giugno 2007    |                 |
| 37 | Countdown                          |                 | 28 giugno 2007    |                 |
| 38 | Past Imperfect                     |                 | 3 luglio 2007     |                 |
| 39 | Under the Radar                    |                 | 10 luglio 2007    |                 |
| 40 | The Long and Winding Road          |                 | 17 luglio 2007    |                 |
| 41 | The Q Word                         |                 | 24 luglio 2007    |                 |
| 42 | Temporary Insanity                 |                 | 31 luglio 2007    |                 |
| 43 | Bad Reputation                     |                 | 7 agosto 2007     |                 |
| 44 | Damned If You Do                   |                 | 14 agosto 2007    |                 |
| 45 | Old Wounds                         |                 | 21 agosto 2007    |                 |
| 46 | Guilt by Association               |                 | 28 agosto 2007    |                 |
| 47 | Friends Reunited                   |                 | 4 settembre 2007  |                 |
| 48 | Trial and Retribution              |                 | 11 settembre 2007 |                 |
| 49 | Lovers and Madmen                  |                 | 18 settembre 2007 |                 |
| 50 | My Aim Is True                     |                 | 25 settembre 2007 |                 |
| 51 | Duty of Care (Part 1)              |                 | 2 ottobre 2007    |                 |
| 52 | Duty of Care (Part 2)              |                 | 9 ottobre 2007    |                 |